# Sherel Floranus
Sherel Floranus, né le 23 août 1998 à Rotterdam aux Pays-Bas, est un footballeur international curacien. Il évolue au poste d'arrière droit au PEC Zwolle.

## Biographie

### Carrière en club

#### Sparta Rotterdam
Sherel joue son premier match avec le Sparta Rotterdam, le 21 août 2015, contre le FC Eindhoven, en Eerste Divisie. Il sera ensuite remplacé par Denzel Dumfries à la 81e minute de jeu (victoire 3-0 au Sparta Stadion Het Kasteel).

#### SC Heerenveen
Le 19 juin 2018, il s'engage avec le SC Heerenveen pour cinq cent cinquante mille euros. Ce transfert fait suite à une mauvaise saison au Sparta Rotterdam et une relégation du club rotterdamois.

### Carrière en sélection
Avec les moins de 17 ans, il participe au championnat d'Europe des moins de 17 ans en 2015. Lors de cette compétition, il joue deux matchs : contre l'Angleterre, où il ne joue qu'une seule minute, et face à l'Italie, où il joue 40 minutes.

## Palmarès
| Sparta Rotterdam - Championnat des Pays-Bas de deuxième division (1) : - Champion : 2016. |